# Monte de São Félix

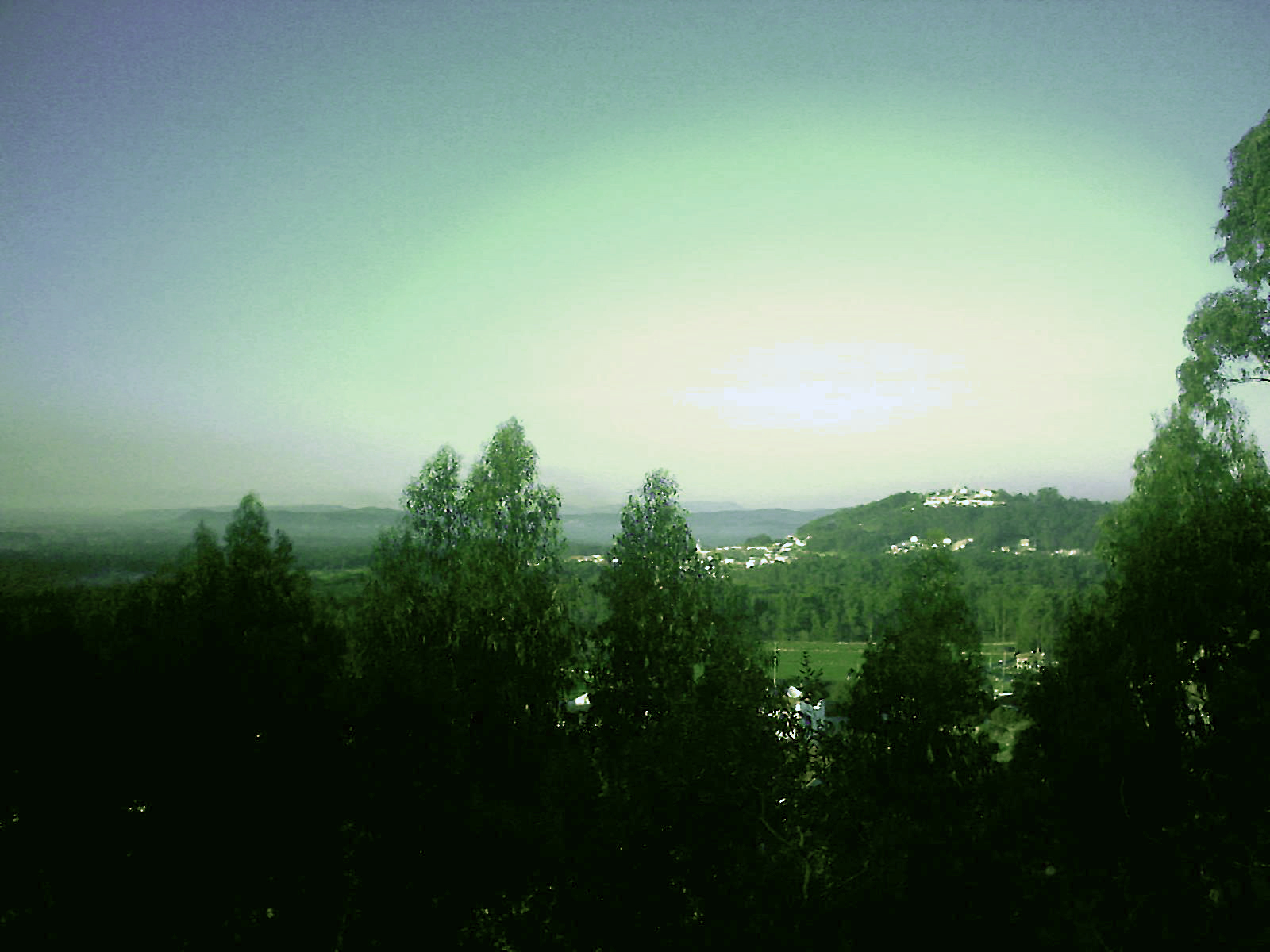
Monte de São Félix visto a partir del monte da Cividade, destaca el monte de São Félix y Laundos en la falda del monte.

El monte de São Félix (202 metros) es el monte más alto del municipio de Póvoa de Varzim, en Portugal. El monte se sitúa en la freguesia de Laundos, en la Sierra de Rates. A pesar de su modesta altura, destaca en el paisaje de la zona por ser una elevación frente a una llanura litoral.
El monte ofrece una vista panorámica de la ciudad y sus playas, posee la Capela de São Félix (capilla de San Félix), molinos (algunos convertidos en residencias de verano) y el Estalagem (hostal) de São Félix. No muy lejos se sitúa el Campo de Tiro de Rates.
Se cree que en este monte vivió San Félix (el ermitaño), responsable de haber encontrado el cuerpo de San Pedro de Rates, primer obispo de Braga, que había dado origen a la iglesia de San Pedro de Rates y justificado la primacía de Braga, en términos religiosos, en la península ibérica.
En el Monte de São Félix nace el Río Alto, que desemboca en la freguesia de Estela, precisamente en la Praia do Rio Alto (Playa del Río Alto).
- Datos: Q7665476
- Multimedia: Monte de São Félix / Q7665476